# Полупан, Людмила Григорьевна
Людмила Григорьевна Полупан — советский хозяйственный и государственный деятель, Герой Социалистического Труда.

## Биография
Родилась в 1936 году на территории современной Житомирской области. Член КПСС.
В 1953—1991 — колхозница, звеньевая свекловодческого звена колхоза «Украина» Дзержинского района Житомирской области.
Указом Президиума Верховного Совета СССР от 24 декабря 1976 года присвоено звание Героя Социалистического Труда с вручением ордена Ленина и золотой медали «Серп и Молот».
За получение высоких и устойчивых урожаев технических, овощных, плодовых культур, картофеля, льна, хлопка, чая на основе применения достижений науки и внедрения комплексной механизации была в составе коллектива была удостоена Государственной премии СССР за выдающиеся достижения в труде 1979 года.
Делегат XXV съезда КПСС.
Жила на Украине.

## Награды и звания
- Герой Социалистического Труда (24.12.1976)
- Орден Ленина (15.12.1972, 24.12.1976)
- Орден Трудового Красного Знамени (08.04.1971)